# Kabinett Markus Büchel
Das Kabinett Markus Büchel war vom 26. Mai bis zum 15. Dezember 1993 die 17. amtierende Regierung des Fürstentums Liechtenstein unter Vorsitz von Markus Büchel (FBP) in seiner einzigen Amtszeit als Regierungschef.
Nach der Landtagswahl am 7. Februar 1993 bildeten die Fortschrittliche Bürgerpartei (FBP) und die Vaterländische Union (VU) eine Koalitionsregierung, die im Landtag des Fürstentums Liechtenstein zusammen 23 der insgesamt 25 Sitze einnahm.
Die kurze Amtszeit der Regierung liegt daran, dass Regierungschef Markus Büchel nur etwa 100 Tage nach seinem Amtsantritt von seiner Partei, der Fortschrittlichen Bürgerpartei, zum sofortigen Rücktritt aufgefordert wurde. Bei der Berufung für einen Verwaltungsposten überging er einen Parteifreund und unterstützte stattdessen den Kandidaten der Vaterländischen Union. Büchel verteidigte sich zwar, dass er nicht nur seine Partei zu repräsentieren habe, konnte aber nicht verhindern, dass er auf Antrag seiner eigenen Partei am 14. September 1993 vom Landtag seines Amtes enthoben wurde. Nach der Auflösung des Parlamentes am 15. September 1993 durch den Fürsten wurde im Oktober 1993 die zweite Wahl angesetzt.
Für nach dem 18. März 1965 gebildete Regierungen gilt gemäss Artikel 79 der Verfassung des Fürstentums Liechtenstein, dass sie stets fünfköpfige Kollegialregierungen sind, bestehend aus einem Regierungschef als primus inter pares und vier Regierungsräten, von denen einer zum Regierungschef-Stellvertreter bestimmt wird. Aus jedem der beiden Landschaften Oberland und Unterland müssen wenigstens zwei Regierungsmitglieder kommen. Ernannt und entlassen werden sie vom Landesfürsten, die reguläre Amtsperiode beträgt vier Jahre.

## Kabinettsmitglieder
|                               | Bild                                      | Name             | Amtszeit                         | Landschaft | Ressort                                                                |
| Regierungschef                |                                           |                  |                                  |            |                                                                        |
|                               | Regierungschef Markus Büchel              | Markus Büchel    | 26. Mai 1993 – 15. Dezember 1993 | Unterland  | - Präsidium - Äusseres - Finanzen - Verkehr - Kultur, Jugend und Sport |
| Regierungschef-Stellvertreter |                                           |                  |                                  |            |                                                                        |
|                               | Regierungschef-Stellvertreter Mario Frick | Mario Frick      | 26. Mai 1993 – 15. Dezember 1993 | Oberland   | - Inneres - Justiz - Umwelt, Land- und Waldwirtschaft                  |
| Regierungsräte                |                                           |                  |                                  |            |                                                                        |
|                               | Regierungsrat Kurt Korner                 | Kurt Korner      | 26. Mai 1993 – 15. Dezember 1993 | Oberland   | - Bildungswesen                                                        |
|                               | Regierungsrat Michael Ritter              | Michael Ritter   | 26. Mai 1993 – 15. Dezember 1993 | Unterland  | - Wirtschaft - Familie - Gesundheit und Soziales                       |
|                               | Regierungsrätin Cornelia Gassner          | Cornelia Gassner | 26. Mai 1993 – 15. Dezember 1993 | Unterland  | - Bauwesen und Verkehr                                                 |